# Naczelna Organizacja Przemysłu Węglowego
Naczelna Organizacja Przemysłu Węglowego – powstała na podstawie rozporządzenia z 1939 r. Ministra Przemysłu i Handlu w celu utworzeniu przymusowego zrzeszenia przedsiębiorstw węglowych i ich związków powołano Naczelną Organizację. Ustanowienie Naczelnej Organizacji pozostawało w ścisłym związku z rozporządzeniem Prezydenta Rzeczypospolitej Polskiej z 1932 r. w sprawie regulowania obrotu węgla. Rozporządzeniem Prezydenta RP z 1932 r. nadano Ministrowi Przemyślu i Handlu prawo regulowania i kontroli obrotu węgla, tak w dziedzinie obrotu krajowego, jak i zagranicznego.

## Szczególne uprawnienia Ministra Przemysłu i Handlu
Na podstawie rozporządzenia Prezydenta RP z 1932 r. w szczególności Ministrowi Przemysłu i Handlu służyło prawo:
- kontroli wydobycia, zapasów i zbytu węgla na kopalniach, zarówno pod względem administracyjnym, jak i handlowym;
- wydawania w porozumieniu z Ministrem Skarbu zakazów przywozu lub wywozu węgla, w ogóle lub częściowo, pewnych tylko gatunków lub z poszczególnych kopalń, oraz przez pewne tylko punkty graniczne;
- normowanie zbytu węgla na rynku krajowym, zarówno ogólnie, jak i dla poszczególnych produkujących kopalń i przy uwzględnianiu ustalanych przez Ministra Komunikacji zdolności przewozowych kolei, a w szczególności regulowania cen węgla w sprzedaży z kopalń na rynek krajowy;
- przymusowego zrzeszania przedsiębiorstw węglowych i ich związków w celu normowania produkcji oraz zbytu węgla w kraju i zagranicą, ustanawiania składek członków tych przymusowych organizacji dla tworzenia funduszów, potrzebnych dla osiągnięcia celów i zadań tych organizacji i wykonywania kontroli nad ich działalnością; statuty tych organizacji zatwierdza lub nadaje Minister Przemysłu i Handlu w porozumieniu z Ministrem Skarbu;
- stanowienia, że dobrowolne organizacje przemysłu węglowego otrzymują w granicach postanowień niniejszego artykułu charakter prawny organizacji przymusowych.

Minister Przemysłu i Handlu w porozumieniu z Ministrem Spraw Wewnętrznych ustanawiał plan zaopatrzenia ludności w węgiel oraz wyznaczał kontyngenty, przeznaczone dla dostawy do poszczególnych ośrodków; rozdział wyznaczonego dla danego ośrodka kontyngentu pomiędzy poszczególne składnice oraz kontrola cen w tych składnicach będzie należała do kompetencji Ministra Spraw Wewnętrznych;
Ministrowi Przemysłu i Handlu służyło prawo:
- dokonywania przydziału poszczególnym kopalniom kontyngentu na rynek wewnętrzny i zagraniczny,
- normowania wywozu węgla z kopalń na rynek wewnętrzny i zagraniczny w ramach zdolności przewozowej kolei,
- zmiany kolejności transportów węgla dla poszczególnych odbiorców w porozumieniu z Ministrem Komunikacji.

## Zadania Naczelnej Organizacji
Na podstawie rozporządzenia Prezydenta Rzeczypospolitej Polskiej z 1932 r. w sprawie regulowania obrotu węgla zarządzono:
- wszystkie przedsiębiorstwa węglowe na terenie Państwa Polskiego i ich związki, zrzeszone zostały w przymusową pod nazwą Naczelna Organizacja Przemysłu Węglowego,
- organizacja miała na celu normowanie produkcji oraz zbytu węgla w kraju i za granicą,
- organizacja obejmowała wszystkie przedsiębiorstwa węglowe, w tym zajmujące się produkcją węgla kamiennego i brunatnego, brykietów węglowych i koksu oraz przedsiębiorstwa, które trudniły się sprzedażą tych produktów w biurach sprzedaży.

## Członkowie Naczelnej Organizacji
Członkami Organizacji były następujące związki przedsiębiorstw węglowych:
- Unia Polskiego Przemysłu Górniczo-Hutniczego w Katowicach,
- Rada Przemysłowców Górniczych i Hutniczych Śląska Cieszyńskiego w Cieszynie,
- Polska Konwencja Węglowa w Katowicach,
- Związek Pracodawców Górnośląskiego Przemysłu Górniczo-Hutniczego w Katowicach,
- Rada Zjazdu Przemysłowców Górniczych i Hutniczych Zagłębia Dąbrowskiego w Sosnowcu.

Działalność Naczelnej Organizacji kontrolował Minister Przemysłu i Handlu.